# Pulsatilla magadanensis
Pulsatilla magadanensis är en ranunkelväxtart som beskrevs av Khokhryakov och Voroshilov. Pulsatilla magadanensis ingår i släktet pulsatillor, och familjen ranunkelväxter. Inga underarter finns listade i Catalogue of Life.